# BAFTA als millors efectes visuals
El BAFTA als millors efectes visuals és un premi que atorga la BAFTA (British Academy of Film and Television Arts) en una cerimònia anual.

## Dècada del 1980
| 1982 - Poltergeist - Richard Edlund - Blade Runner – Douglas Trumbull, Richard Yuricich, David Dryer - E.T. the Extra-Terrestrial – Dennis Muren, Carlo Rambaldi - Tron – Richard Taylor, Harrison Ellenshaw 1983 - Star Wars: Episode VI - Return of the Jedi - Richard Edlund, Dennis Muren, Ken Ralston, Kit West - The Dark Crystal – Roy Field, Brian Smithies, Ian Wingrove - Jocs de guerra – Michael L. Fink, Joe Digaetano, Jack Cooperman, Don Hansard, Colin Cantwell, William A. Fraker - Zelig – Gordon Willis, Joel Hynek, Stuart Robertson, Richard Greenberg 1984 - Indiana Jones and the Temple of Doom - Dennis Muren, George Gibbs, Michael J. McAlister, Lorne Peterson - En companyia de llops – Christopher Tucker, Alan Whibley - Els caçafantasmes (Ghostbusters) – Richard Edlund - The Killing Fields – Fred Cramer 1985 - Brazil - George Gibbs, Richard Conway - Back to the Future – Kevin Pike,Ken Ralston - Legend – Nick Allder, Peter Voysey - La rosa porpra del Caire – R/Greenberg Associates | 1986 - Aliens - Robert Skotak, Brian Johnson, John Richardson, Stan Winston - La missió – Peter Hutchinson - Dreamchild – Duncan Kenworthy, John Stephenson, Chris Carr - Laberint – Roy Field, Brian Froud, George Gibbs, Tony Dunsterville 1987 - The Witches of Eastwick - Michael Lantieri, Michael Owens, Ed Jones, Bruce Walters - The Fly – Chris Walas, Jon Berg, Louis Craig, Hoyt Yeatman - Full Metal Jacket – John Evans - Little Shop of Horrors – Bran Ferren, Martin Gutteridge, Lyle Conway, Richard Conway 1988 - Qui ha enredat en Roger Rabbit? - George Gibbs, Richard Williams, Ken Ralston, Ed Jones - Beetlejuice – Peter Kuran, Alan Munro, Robert Short, Ted Era - The Last Emperor – Gino De Rossi, Fabrizio Martinelli - RoboCop – Rob Bottin, Phil Tippett, Peter Kuran, Rocco Gioffre 1989 - Back to the Future Part II - Ken Ralston, Michael Lantieri, John Bell, Steve Gawley - The Adventures of Baron Munchausen – Kent Houston, Richard Conway - Batman – Derek Meddings, John Evans - Indiana Jones and the Last Crusade – George Gibbs, Michael J. McAlister, Mark Sullivan, John Ellis |

## Dècada del 1990
| 1990 - Honey, I Shrunk the Kids - Dick Tracy - Ghost - Total Recall 1991 - Terminator 2: Judgment Day - Stan Winston, Dennis Muren, Gene Warren, Jr. Robert Skotak - Edward Scissorhands – Stan Winston - Backdraft – Allen Hall, Scott Farrar, Clay Pinney, Mikael Salomon - Prospero's Books – Frans Wamelink, Eve Ramboz, Masao Yamaguchi 1993 - Parc Juràssic - Dennis Muren, Stan Winston, Phil Tippett, Michael Lantieri - Aladdin – Don Paul, Steve Goldberg - Bram Stoker's Dracula – Roman Coppola, Gary Gutierrez, Michael Lantieri, Gene Warren, Jr. - The Fugitive – William Mesa, Roy Arbogast 1994 - Forrest Gump – Ken Ralston, George Murphy, Stephen Rosenbaum, Doug Chiang, Allen Hall - La màscara – Scott Squires, Steve 'Spaz' Williams, Tom Bertino, Jon Farhat - Speed – Boyd Shermis, John Frazier (I), Ron Brinkmann, Richard E. Hollander - True Lies – John Bruno, Thomas L. Fisher, Jacques Stroweis, Pat McClung, Jamie Dixon | 1995 - Apollo 13 - Robert Legato, Michael Kanfer, Matt Sweeney, Leslie Ekker - Babe – Scott E. Anderson, Neal Scanlan, John Cox, Chris Chitty, Charles Gibson - GoldenEye – Chris Corbould, Derek Meddings, Brian Smithies - Waterworld – Michael J. McAlister, Brad Kuehn, Robert Spurlock, Martin Bresin 1996 - Twister - Stefen Fangmeier, John Frazier, Henry LaBounta, Habib Zargarpour - Independence Day – Tricia Henry Ashford, Volker Engel, Clay Pinney, Douglas Smith, Joe Viskocil - The Nutty Professor – Jon Farhat - Toy Story – Eben Ostby, William Reeves 1997 - The Fifth Element - Mark Stetson, Karen E. Goulekas, Nick Allder, Neil Corbould, Nick Dudman - Men in Black – Eric Brevig, Rick Baker, Rob Coleman, Peter Chesney - Titanic – Robert Legato, Mark A. Lasoff, Thomas L. Fisher, Michael Kanfer - The Borrowers – Peter Chiang 1998 - Saving Private Ryan - Stefen Fangmeier, Roger Guyett, Neil Corbould - Antz – Philippe Gluckman, John Bell, Kendal Cronkhite, Ken Bielenberg - Babe: Pig in the City – Bill Westenhofer, Neal Scanlan, Chris Godfrey (II), Grahame Andrew - The Truman Show – Michael J. McAlister, Brad Kuehn, Craig Barron, Peter Chesney 1999 - The Matrix - John Gaeta, Steve Courtley, Janek Sirrs, Jon Thum - A Bug's Life – Bill Reeves, Eben Ostby, Rick Sayre, Sharon Calahan - The Mummy – John Andrew Berton Jr., Daniel Jeannette, Ben Snow, Chris Corbould - Sleepy Hollow – Jim Mitchell, Kevin Yagher, Joss Williams, Paddy Eason - Star Wars: Episode I - The Phantom Menace – John Knoll, Dennis Muren, Scott Squires, Rob Coleman |

## Dècada del 2000
| 2000 - La tempesta perfecta - Stefen Fangmeier, John Frazier, Walt Conti, Habib Zargarpour, Tim Alexander - Chicken Run: Evasió a la granja – Paddy Eason, Mark Nelmes, Dave Alex Riddett - Gladiator – John Nelson, Tim Burke, Rob Harvey, Neil Corbould - Límit vertical – Kent Houston, Tricia Henry, Ashford Neil, Corbould John, Paul Docherty, Dion Hatch - Tigre i drac – Rob Hodgson, Leo Lo, Jonathan F. Styrlund, Bessie Cheuk, Travis Baumann 2001 - El Senyor dels Anells: La Germandat de l'Anell - Jim Rygiel, Richard Taylor, Alex Funke, Randall William Cook, Mark Stetson - Moulin Rouge! – Chris Godfrey, Andy Brown, Nathan McGuinness, Brian Cox - Shrek – Ken Bielenberg - Artificial Intelligence: A.I. – Dennis Muren, Scott Farrar, Michael Lantieri - Harry Potter i la pedra filosofal – Robert Legato, Nick Davis, John Richardson, Roger Guyett, Jim Berney 2002 - El Senyor dels Anells: Les dues torres - Jim Rygiel, Joe Letteri, Randall, William Cook, Alex Funke - Gangs of New York – R. Bruce Steinheimer, Michael Owens, Edward Hirsh, Jon Alexander - Harry Potter i la cambra secreta – Jim Mitchell, Nick Davis, John Richardson, Bill George, Nick Dudman - Spider-Man – John Dykstra, Scott Stokdyk, John Frazier, Anthony LaMolinara - Minority Report – Scott Farrar, Michael Lantieri, Nathan McGuinness, Henry LaBounta 2003 - El Senyor dels Anells: El retorn del rei - Joe Letteri, Jim Rygiel, Randall, William Cook, Alex Funke - Master and Commander: The Far Side of the World – Stefen Fangmeier, Nathan McGuinness, Robert Stromberg, Daniel Sudick - Pirates of the Caribbean: The Curse of the Black Pearl – John Knoll, Hal T. Hickel, Terry D. Frazee, Charles Gibson - Kill Bill: Vol. 1 – Tommy Tom, Kia Kwan, Tam Wai, Kit Leung, Jaco Wong, Hin Leung - Big Fish – Kevin Scott Mack, Seth Maury, Lindsay MacGowan, Paddy Eason 2004 - El dia de demà - Karen E. Goulekas, Neil Corbould, Greg Strause, Remo Balcells - Spider-Man 2 – John Dykstra, Scott Stokdyk, Anthony LaMolinara, John Frazier - Harry Potter i el pres d'Azkaban – John Richardson, Roger Guyett, Tim Burke, Bill George, Karl Mooney - La casa de les dagues voladores – Angie Lam, Andy Brown, Kirsty Millar, Luke Hetherington - L'aviador – Robert Legato, Peter G. Travers, Matthew Gratzner (I), R. Bruce Steinheimer | 2005 - King Kong - Joe Letteri, Christian Rivers, Brian Van't Hul, Richard Taylor - Les Cròniques de Nàrnia: el lleó, la bruixa i l'armari – Dean Wright, Bill Westenhofer, Jim Berney, Scott Farrar - Batman Begins – Janek Sirrs, Dan Glass, Chris Corbould, Paul J. Franklin - Charlie i la fàbrica de xocolata – Nick Davis, Jon Thum, Chas Jarrett, Joss Williams - Harry Potter i el calze de foc – Jim Mitchell, John Richardson, Timothy Webber, Tim Alexander 2006 - Pirates of the Caribbean: Dead Man's Chest - John Knoll, Hal T. Hickel, Charles Gibson, Allen Hall - Superman: El retorn – Mark Stetson, Neil Corbould, Richard Hoover, Jon Thum - El Laberinto del fauno – Edward Irastorza, Everett Burrell, David Martí, Montse Ribé - Casino Royale – Steven Begg, Chris Corbould, John Paul Docherty, Ditch Doy - Children of Men – Frazer Churchill, Timothy Webber, Mike Eames, Paul Corbould 2007 - The Golden Compass - Michael Fink, Bill Westenhofer, Ben Morris, Trevor Wood - L'ultimàtum de Bourne - Peter Chiang, Charlie Noble, Mattias Lindahl, Joss Williams - Harry Potter i l'orde del Fènix - Tim Burke, John Richardson, Emma Norton, Chris Shaw - Pirates of the Caribbean: At World's End - John Knoll, Charles Gibson, Hal Hickel, John Frazier - Spider-Man 3 - Scott Stokdyk, Peter Nofz, John Frazier, Spencer Cook 2008 - El curiós cas de Benjamin Button - Eric Barba, Craig Barron, Nathan McGuinness, Edson Williams - El cavaller fosc - Chris Corbould, Nick Davis, Paul Franklin, Tim Webber - Indiana Jones i el regne de la calavera de cristall - Pablo Helman - Iron Man - Shane Patrick Mahan, John Nelson, Ben Snow - Quantum of Solace - Chris Corbould, Kevin Tod Haug 2009 - Avatar - Joe Letteri, Stephen Rosenbaum, Richard Baneham, Andrew R. Jones - Districte 9 - Dan Kaufman, Peter Muyzers, Robert Habros, Matt Aitken - Harry Potter i el misteri del Príncep - John Richardson, Tim Burke, Tim Alexander, Nicolas Aithadi - En terra hostil - Richard Stutsman - Star Trek - Roger Guyett, Russell Earl, Paul Kavanagh, Burt Dalton |

## Dècada del 2010
| 2010 − Origen − Chris Corbould, Paul Franklin, Andrew Lockley i Peter Bebb - Alice in Wonderland – Ken Ralston, David Schaub, Sean Phillips i Carey Villegas - El cigne negre – Dan Schrecker - Harry Potter i les relíquies de la Mort – Tim Burke, John Richardson, Nicolas Ait'Hadi i Christian Manz - Toy Story 3 – Guido Quaroni, Michael Fong i David Ryu 2011 – Harry Potter i les relíquies de la Mort (Part 2) – Tim Burke, John Richardson, Greg Butler i David Vickery - Les aventures de Tintín: El secret de l'Unicorn – Joe Letteri, Keith Miller, Wayne Stables i Jamie Beard - Hugo – Robert Legato, Ben Grossmann i Joss Williams - Rise of the Planet of the Apes – Joe Letteri, Dan Lemmon i R. Christopher White - Cavall de guerra – Ben Morris i Neil Corbould 2012 – La vida de Pi – Bill Westenhofer, Guillaume Rocheron i Erik-Jan de Boer - The Avengers – Janek Sirrs, Jeff White, Guy Williams i Dan Sudick - El cavaller fosc: la llegenda reneix – Paul Franklin, Chris Corbould, Peter Bebb i Andrew Lockley - El hòbbit: Un viatge inesperat – Joe Letteri, Eric Saindon, David Clayton i R. Christopher White - Prometheus – Richard Stammers, Charley Henley, Trevor Wood i Paul Butterworth 2013 – Gravity – Tim Webber, Chris Lawrence, Dave Shirk, Neil Corbould i Nikki Penny - The Hobbit: The Desolation of Smaug – Joe Letteri, Eric Saindon, David Clayton i Eric Reynolds - Iron Man 3 – Bryan Grill, Christopher Townsend, Guy Williams i Dan Sudick - Pacific Rim – Hal Hickel, John Knoll, Lindy DeQuattro i Nigel Sumner - Star Trek Into Darkness – Roger Guyett, Patrick Tubach, Ben Grossmann i Burt Dalton 2014 – Interstellar – Paul Franklin, Scott R. Fisher, Andrew Lockley i Ian Hunter - Dawn of the Planet of the Apes – Joe Letteri, Dan Lemmon, Erik Winquist i Daniel Barrett - Guardians of the Galaxy – Stephane Ceretti, Paul Corbould, Jonathan Fawkner i Nicolas Aithadi - The Hobbit: The Battle of the Five Armies – Joe Letteri, Eric Saindon, David Clayton R. Christopher White - X-Men: Days of Future Past – Richard Stammers, Anders Langlands, Tim Crosbie i Cameron Waldbauer | 2015 – Star Wars episodi VII: El despertar de la força – Chris Corbould, Roger Guyett, Paul Kavanagh i Neal Scanlan - Ant–Man – Jake Morrison, Greg Steele, Dan Sudick i Alex Wuttke - Ex Machina – Mark Williams Ardington, Sara Bennett, Paul Norris i Andrew Whitehurst - Mad Max: fúria a la carretera – Andrew Jackson, Dan Oliver, Tom Wood i Andy Williams - The Martian – Tim Ledbury, Richard Stammers i Steven Warner 2016 – El llibre de la selva – Robert Legato, Dan Lemmon, Andrew R. Jones i Adam Valdez - Arrival – Louis Morin - Doctor Strange – Richard Bluff, Stephane Ceretti, Paul Corbould i Jonathan Fawkner - Bèsties fantàstiques i on trobar-les – Tim Burke, Pablo Grillo, Christian Manz i David Watkins - Rogue One: A Star Wars Story – Neil Corbould, Hal Hickel, Mohen Leo, John Knoll i Nigel Sumner 2017 – Blade Runner 2049 – Richard R. Hoover, Paul Lambert, Gerd Nefzer i John Nelson - Dunkirk – Scott Fisher, Andrew Jackson, Paul Corbould i Andrew Lockley - The Shape of Water – Dennis Berardi, Trey Harrell, Mike Hill i Kevin Scott - Star Wars: Els últims Jedi – Stephen Aplin, Chris Corbould, Ben Morris i Neal Scanlan - War for the Planet of the Apes – Daniel Barrett, Dan Lemmon, Joe Letteri i Joel Whist 2018 – Black Panther – Geoffrey Baumann, Jesse James Chisholm, Craig Hammack i Dan Sudick - Avengers: Infinity War – Dan DeLeeuw, Russell Earl, Kelly Port i Dan Sudick - Bèsties fantàstiques: Els crims de Grindelwald – Tim Burke, Andy Kind, Christian Manz i David Watkins - First Man – Ian Hunter, Paul Lambert, Tristan Myles i J.D. Schwalm - Ready Player One – Matthew E. Butler, Grady Cofer, Roger Guyett i David Shirk 2019 – 1917 – Greg Butler, Guillaume Rocheron i Dominic Tuohy - Avengers: Endgame – Dan DeLeeuw i Dan Sudick - The Irishman – Ivan Busquets, Leandro Estebecorena, Stephane Grabli i Pablo Helman - The Lion King – Andrew R. Jones, Robert Legato, Elliot Newman i Adam Valdez - Star Wars: L'ascens de Skywalker – Roger Guyett, Paul Kavanagh, Neal Scanlan i Dominic Tuohy |

## Dècada del 2020
| 2020 –Tenet – Scott Fisher, Andrew Jackson i Andrew Lockley - Greyhound – Pete Bebb, Nathan McGuinness i Sebastian von Overheidt - The Midnight Sky – Matt Kasmir, Chris Lawrence i David Watkins - Mulan – Sean Faden, Steve Ingram, Anders Langlands i Seth Maury - The One and Only Ivan – Santiago Colomo Martinez, Nick Davis i Greg Fisher 2021 – Dune – Brian Connor, Paul Lambert, Tristan Myles i Gerd Nefzer - Free Guy – Swen Gillberg, Bryan Grill, Nikos Kalaitzidis i Dan Sudick - Ghostbusters: Afterlife – Aharon Bourland, Sheena Duggal, Pier Lefebvre i Alessandro Ongaro - The Matrix Resurrections – Tom Debenham, Huw J. Evans, Dan Glass i J. D. Schwalm - No Time to Die – Mark Bakowski, Chris Corbould, Joel Green i Charlie Noble 2022 – Avatar: El sentit de l'aigua – Richard Baneham, Daniel Barrett, Joe Letteri i Eric Saindon - Im Westen nichts Neues – Markus Frank, Kamil Jafar, Viktor Müller i Frank Petzold - The Batman – Russell Earl, Dan Lemmon, Anders Langlands i Dominic Tuohy - Tot a la vegada a tot arreu – Benjamin Brewer, Ethan Feldbau, Jonathan Kombrinck i Zak Stoltz - Top Gun: Maverick – Seth Hill, Scott R. Fisher, Bryan Litson i Ryan Tudhope 2023 – Poor Things – Simon Hughes - The Creator – Jonathan Bullock, Charmaine Chan, Ian Comley i Jay Cooper - Guardians of the Galaxy Vol. 3 – Theo Bialek, Stephane Ceretti, Alexis Wajsbrot i Guy Williams - Mission: Impossible – Dead Reckoning Part One – Neil Corbould, Simone Coco, Jeff Sutherland i Alex Wuttke - Napoleon – Henry Badgett, Neil Corbould, Charley Henley i Luc-Ewen Martin-Fenouillet |